# 愛達荷州雷克斯堡聖殿
愛達荷雷克斯堡聖殿（Rexburg Idaho Temple）是耶穌基督後期聖徒教會的第125座聖殿。。
聖殿於2003年底宣布，於2008年2月10日投入使用，是多馬·孟蓀（Thomas S. Monson）擔任教會總會會長期間的第一座建成聖殿。愛達荷雷克斯堡聖殿是愛達荷州的第三座聖殿。 （2008年低，教會建造了愛達荷州的第四座聖殿愛達荷雙瀑聖殿。）這座聖殿位於雷克斯堡南側的楊百翰大學愛達荷分校（BYU-Idaho）校園以南。在竣工之前，楊百翰大學愛達荷分校是唯一該教會擁有的但沒有聖殿的大學。
該聖殿的設計與其他聖殿不同，它是由私人公司而不是教會建築部門設計的。這樣做是因為教會希望它具有嶄新的面貌。這座聖殿有兩個恩道門室和五個印證室。
2007年8月30日，宣布聖殿的開放日將從2007年12月29日開始，一直持續到2008年1月26日。但是，由於教會縂會會長戈登·興格萊（Gordon B. Hinckley）的去世及其計劃於2008年2月2日舉行的葬禮，這一奉獻推遲了一周，並於2月10日由新任教會總會會長孟蓀會長奉獻。
這座聖殿坐位於在山丘上，這座城市的大部分地方都在附近，那裡有一座盾狀火山。
2020年，因冠狀病毒大流行而關閉了雷克斯堡愛達荷州聖殿。

## 外部連結
- 维基共享资源上的相關多媒體資源：愛達荷州雷克斯堡聖殿
- Rexburg Idaho Temple （页面存档备份，存于） (pfficial)
- Rexburg Idaho Temple （页面存档备份，存于） at LDSChurchTemples.com
- Rexburg Temple Webcamera at byui.edu